# Mary McAleese
Mary Patricia McAleese (iriska: Máire Pádraigín Mhic Ghiolla Íosa), född 27 juni 1951 i Belfast i Nordirland, är en irländsk politiker. Mellan 1997 och 2011 var hon Irlands president. Hon tog över efter Mary Robinson, vilket gör henne till den andra första kvinnliga presidenten. Hon nominerades av Fianna Fáil och vann presidentvalet 1997. Hon omvaldes 2004 utan omröstning för en andra presidentperiod. Före det att hon valdes arbetade hon som rättegångsombud, journalist och akademiker. Hon har rankats som den 55:e mest inflytelserika kvinnan i världen av tidningen Forbes. Hon är den andra kvinnliga presidenten i Irlands historia.
McAleese tog sin examen i juridik från Queen's University Belfast. 1975 arbetade hon som professor i kriminologi, penologi och brottsjuridik vid Trinity College, Dublin. 1994 blev hon den första kvinnliga pro-vice-kanslern vid Queen's University. Hon arbetade som ett rättegångsombud och journalist för RTÉ.
Trots några kontroverser, är hon betraktad att vara en populär president och hennes mandatperioder anses vara framgångsrika.

## Biografi
Mary Patricia McAleese (iriska: Máire Pádraigín Mhic Ghiolla Íosa), föddes den 27 juni 1951 i Ardoyne i Belfast, Nordirland. Hon är den äldsta av nio barn. Hon är katolik men växte upp i ett samhälle där majoriteten var protestanter. Hon utbildade sig vid St Dominic's High School. Hon tog en examen i juridik från Queen's University Belfast 1973.
Hon gifte sig 1976 med Martin McAleese. Martin bidrog med hjälp under Marys presidentskap. De har tre barn: Emma, född 1982; tvillingarna Justin och SaraMai som föddes 1985.
Varje år spenderar hon tid med Sankta Klaras orden.

## Brexit
I juni 2016 vädjade McAleese att britterna skulle stanna kvar i Europeiska unionen. McAleese varnade för att Storbritanniens lämnande kunde resultera i strikta gränskontroller mot Irland vilket kunde påverka fredsprocessen mellan de två.
2017 beskrev McAleese Brexit som att "dra ut en tand med 10 000 rötter". Hon menade att Nordirland skulle vara den enda delen av Storbritannien som kom till att dela gräns med en EU stat efter Brexit.

## Utmärkelser och priser

### Utmärkelser
Frankrike
- McAleese tilldelades Nationalförtjänstorden[20]  - 2019

#### Freedom of the Burgh
Irland
- Kilkenny[21]  - 19 May 2009

### Hedersutmärkelser
- Medlem av Royal Irish Academy[22] - 1998
- Hedersutmärkelse från Harbin Institute of Technology[23] - 2003
- Utmärkelse från Fellowship of the Royal Colleges of Surgeons[24] - 2006
- Hedersutmärkelse doktorand i juridik från University of Otago - 31 October 2007
- Hedersutmärkelse doktorand i juridik från Mount Holyoke College -  24 May 2009
- Hedersutmärkelse doktorand i juridik från Fordham University - 22 May 2010
- Hedersutmärkelse vid Royal Society of Edinburgh.[25]  - 2012
- Hedersutmärkelse doktorand vid UMass Lowell - 8 november 2013
- Hedersutmärkelse vid Learned Society of Wales[26] - 2017